# Fuego del paraíso
Fuego del paraíso es una novela histórica de Mary Renault, publicada en 1970. Narra la infancia y adolescencia de Alejandro Magno. La obra fue nominada al «Lost Man Booker Prize» de 1970, pero no lo ganó. Esta novela es la primera narración de la trilogía que Renault escribió sobre Alejandro, constituida también por El muchacho persa y Juegos funerarios.